# Ladispoli-Cerveteri
Ladispoli-Cerveteri (wł. Stazione di Ladispoli-Cerveteri) – stacja kolejowa w Ladispoli, w prowincji Rzym, w regionie Lacjum, we Włoszech. Stacja znajduje się na linii Piza – Rzym i obsługuje również gminę Cerveteri.
Według klasyfikacji RFI ma kategorią srebrną.

## Historia
Stacja, pierwotnie o nazwie "Cerveteri-Ladispoli", została otwarta 15 czerwca 1939Ferrovie dello Stato, Ordine di Servizio n. 70, 1939, zastępując poprzednią stację Ladispoli, znajdującej się na linii Palo – Ladispoli.
W dniu 11 grudnia 2005 nazwa stacji została zmieniona na obecną "Ladispoli-Cerveteri".

## Opis
Stacja ma budynek, w którym mieści się poczekalnia, kiosk, kasy biletowe i toalety. Ma pięć torów do obsługi pasażerów.

## Ruch pociągów
Na stacji zatrzymują się wszystkie pociągi regionalne. Kierunki to Civitavecchia, Grosseto, Montalto di Castro, Piza, Roma Tiburtina, Roma Ostiense i Roma Termini.
Z zimowego rozkładu jazdy 2015, zostało włączone w dni powszednie kilka pociągów regionalnych do/z Ponte Galeria.

## Linie kolejowe
- Piza – Rzym

## Usługi
Usługi dostępne na stacji:
- Kasy biletowe
- Bar
- Kiosk
- Toalety
- Parking